# Walther Aeschbacher
Walther Gottlieb Aeschbacher (* 2. Oktober 1901 in Bern; † 6. Dezember 1969 ebenda) war ein Schweizer Dirigent und Komponist.

## Leben
Walter Aeschbacher besuchte in Bern die Grundschule und das Realgymnasium. Er erhielt ab dem zehnten Lebensjahr Cellounterricht. Mit zwölf Jahren verfertigte er seine erste Komposition, ein Menuett für Cello und Klavier. Mit sechzehn Jahren folgte ein Konzert für Violoncello und Orchester. Er studierte an der Universität Bern Mathematik, Chemie und Physik. Musikwissenschaft studierte er bei Ernst Kurth. Am dortigen Konservatorium belegte er Cello, Klavier und Harmonielehre. Er wurde 1924 an der Staatlichen Akademie der Tonkunst München mit einem Diplom als Kapellmeister und Komponist graduiert, nachdem er 1921 auf Fürsprache Friedrich Kloses dahin gewechselt hatte. Seine Lehrer waren Walter Courvoisier, Siegmund von Hausegger und Hermann Wolfgang von Waltershausen.
Anschliessend ging Aeschbacher zunächst wieder nach Bern und arbeitete dort als Chordirigent, Pädagoge und Musikkritiker. 1925 publizierte er bei Emil Sieber in Bern diverse Männerchorsätze. Nach einem Umzug 1929 nach Basel nahm er dort 1929 bis 1930 Unterricht bei Felix Weingartner. Von 1935 bis 1943 amtete er als Gründungspräsident des Nordwestschweizerischen Chordirigentenverbands (heute Verband Chorleitung Nordwestschweiz). Er wirkte als Chor- und Orchesterleiter in der Schweiz. So leitete er Oratorienkonzerte in Bern und Basel und Chor- und Orchesterkonzerte in Zürich, La Chaux-de-Fonds, St. Gallen, Luzern und St. Moritz. Gemeinsam mit Josef Ivar Müller verfertigte er 1947 anlässlich des 75-jährigen Bestehens des Männerchors Oerlikon in Zürich einen Expertenbericht. Von 1944 bis 1968 leitete er den Männerchor Ligia Grischa.

## Werke (Auswahl)

### Werke mit Opuszahl
- Notturno für Horn in F und Streichquartett op. 14
- Trio für Violine, Bratsche und Violoncello op. 21
- Duo für Violine und Violoncello op. 26
- Suite für drei Violoncelli op. 27, I Praeludium (im Kanon), II Barcarole, III Sarabande, IV Doppelfuge
- Streichquartett a-Moll op. 32
- Streichquartett Nr. 3 op. 36
- Toccata und Fuge für Klavier op. 38
- Concertino für Flöte, Violine und Violoncello op. 42. Es existiert eine Fassung für zwei Violinen und Violoncello.
- Suite für vier Violoncelli op. 44
- Suite für Blechbläser und Pauken op. 48, Blechbläser (0.0.0.0-4.2.2.1)
- Streichersinfonie op. 50
- Veroneser Elegie op. 54 für Streichorchester
- Dein Wort, Herr, ist milder Tau, für gemischten Chor mit Orgel op. 57
- Trio für Flöte, Bratsche und Kontrabass op. 72
- Suite für zwei Trompeten op. 76, 1963, OCLC 78024113

### Werke ohne Opuszahl

#### Instrumentalwerke

##### Für Blechbläser
- Air aus dem Concerto grosso Nr. 10 von Georg Friedrich Händel. Bearbeitung für Blechbläser von Walther Aeschbacher, 1953, OCLC 78024113
- Präludium super unum tonum obstinatum für Blech- oder Harmoniemusik, 1951, OCLC 723987751
- Sonata in kontrapunktischem Stil für Blechbläser, 1951, OCLC 82719381
- Tonstück über die Choralmelodie Ein feste Burg ist unser Gott für Blasmusik. Das Stück wurde 1943 bei Euphonia in Wädenswil veröffentlicht, OCLC 78662326.
- Turmmusik Nr. 1 und 2 für Blechbläser, 1950, OCLC 81374142
- Variationen über den Choral Nun danket alle Gott für Blechbläser und Holzbläser ad libitum, 1957, OCLC 83544550

##### Klavierwerke
- Doppelfuge in a-Moll
- Präludium
- Fantasie
- Elegischer Walzer
- Springtanz
- Wiegenlied
- Ballade
- Fantasietanz
- Albumblatt

##### Sonstige
- Adagio für Klarinette in B und Klavier, 1958, 1968 bei Eulenburg in Zürich veröffentlicht, OCLC 80139328
- Cantabile für Violine und Klavier, 1937 von Vogel in Basel publiziert, OCLC 605926462
- Suite für zwei Altblockflöten in F. I Invention, II Arietta, III Springtanz
- Trio für zwei Blockflöten und Violine oder drei Violinen

#### Sammlungen für Blockflöte, von Walter Aeschbacher ediert
- Bündner Volksweisen für zwei Sopranblockflöten, 1966, Heinrichshofen Verlag, ISMN 9790204461851
- Tessiner Volksweisen in Sätzen für zwei Sopranblockflöten, 1966, Heinrichshofen Verlag, OCLC 723978612
- Volksweisen aus der Schweiz für zwei Sopranblockflöten, 1966, Heinrichshofen Verlag, ISMN 9790204461844
- Weihnachtslieder für zwei Sopranblockflöten, 1966, Heinrichshofen Verlag, ISMN 9790204461875

#### Chorwerke

##### Mit Orchester
- Chor der Toten. Incipit: Wir Toten sind grössere Heere. Für grossen Männerchor und Orchester. 1933 bei Hug in Zürich veröffentlicht. Text: Conrad Ferdinand Meyer, OCLC 637413254
- Die Jahreszeiten: «Mutter Erde, lass dich rufen», Kantate für gemischten Chor und Kinderchor mit Blasorchester. Text: Walter Dietiker, OCLC 605926528
- Festkantate für Männerchor, Sopran, Tenor, Bass solo und Orchester. Text: Walter Dietiker. Eine französische Fassung, Cantate de fête, wurde von Emmanuel Barblan adaptiert. Dieser verlegte 1935 das ganze Werk, OCLC 718664638. 1952 erschien eine rätoromanische Fassung von Alfons Maissen, OCLC 862095937. Teile der Kantate erschienen als Einzelausgaben, die mit und ohne Orchester aufgeführt werden können.
  - Die Bauern. Incipit: Fest den Pflugsterz in den Händen, OCLC 605926441
  - Die Schmiede. Incipit: Unser Werkzeug ist der Hammer. Französische Fassung: Les forgerons. Incipit: Il nous faut pour notre ouvrage, OCLC 605926623
- Festliche Welt, 1935, für Tenor, Männerchor und Orchester. Text: Walter Dietiker. 1935 bei Universal Edition in Wien veröffentlicht, OCLC 730027653
- Lob des Lebens, Kantate für Männerchor, Sopran solo und Orchester. Text: Walter Dietiker, 1954, OCLC 611078115
- Osterhymnus nach einer Sequenz des Notker Balbulus für gemischten Chor und Orchester. Das Werk entstand zum einhundertjährigen Jubiläum des Eidgenössischen Sängervereins 1942. Veröffentlicht wurde es im selben Jahr bei den Gebrüdern Hug in Zürich, OCLC 79763804.

##### Für Männerchor

###### A cappella
1925 publizierte Aeschbacher bei Emil Sieber in Bern folgende Chorsätze:
- Der Schweizer Antwort (Bicocca-Lied 1522)
- Des alten Landsknechts Erzählung vom König aus Frankreich
- Gebet der Schweizer nach der Schlacht bei Murten (1476)
- Landsknecht-Marsch (1500)
- Landsknecht-Marsch (1550)
- Sängers Vorüberziehen
- Sempach
- Spottlied der deutschen Landsknechte

Sonstige
- An die Allmacht für Männerchor, veröffentlicht 1935 bei den Gebrüdern Hug & Co. in Zürich, OCLC 83954218
- Der Tod in Flandern aus Zwei Volkslieder in Variationenform für Männerchor. 1936 bei Eulenburg in Leipzig veröffentlicht, OCLC 83159166
- Die Nacht. Incipit: Nacht ist wie ein stilles Meer. Text: Joseph von Eichendorff, OCLC 605926604
- Die wählerische Schöne, altes jurassisches Volkslied für Männerchor
- Ein grünes Blatt. Text: Theodor Storm. 1962 bei Müller & Schade in Bern veröffentlicht, OCLC 81523511
- Eloge du vent. Text: Adolphe Retté (französisch). Das Werk wurde 1935 in Lausanne bei den Brüdern Foetisch und in Paris bei Rouart, Lerolle et Cie publiziert, OCLC 717033871
- Freud und Leid. Incipit: Das Lieben bringt gross Freud. Nr. 1 aus Vier Volkslieder für Männerchor, 1932 bei Hug in Zürich publiziert
- Gion brac il paunpalus. Text: Alfons Maissen (rätoromanisch), 1960, OCLC 862095780
- Guten Abend, Liebchen, rätoromanisches Volkslied für Männerchor
- Hans und Grete von Johannes Eccard. Für Männerchor eingerichtet von Walter Aeschbacher, OCLC 902655598
- Il marsch dils Gotuns für Männerchor. Text: Giachen Caspar Muoth (rätoromanisch), OCLC 610870067
- Il nibel. Text: Alfons Maissen (rätoromanisch), 1967, OCLC 79129206
- Il postigliun, canzun populara (rätoromanisch), OCLC 77942166
- Im Nebel. Text: Hermann Hesse, OCLC 638420472
- Klage. Incipit: In einem kühlen Grunde. Nr. 4 aus Vier Volkslieder für Männerchor, 1932 bei Hug in Zürich publiziert
- Küferlied: Ich bin ein Küfer wohlgemut. Text: W. Krebs. 1934 bei Hug in Zürich publiziert, OCLC 605926541
- La lune blanche. Text: Paul Verlaine. 1934 bei Emmanuel Barblan in Lausanne publiziert, OCLC 718664705
- La mar. Text: Alfons Maissen (rätoromanisch), 1960, OCLC 79129202
- Morgen für Männerchor a cappella. Incipit: Die Nacht entschwand auf leisem Fuß. Text: Paul Müller. Letzte Strophe: Walther Aeschbacher. 1946 beim Musikverlag Zum Pelikan in Zürich veröffentlicht, OCLC 77968591
- Mondnacht. Incipit: Die Nacht ist klar. Text: Walter Dietiker, 1940, OCLC 611079831
- Motette nach Worten aus den Eingebungen des Marianus für 4-stimmigen Männerchor a cappella, 1931 veröffentlicht bei Hug & Co. in Zürich, OCLC 84334963
- Nachtreise für Männerchor, 1927 bei Müller & Schade in Bern veröffentlicht, OCLC 78261001
- Notre vie est un passage, Beresinalied. Die französische Adaption stammt von Emmanuel Barblan, der sie 1934 in Lausanne veröffentlichte, OCLC 605926562
- s’ Blüemli. Incipit: Ha n-an em Ort es Blüemli gseh. Nr. 3 aus Vier Volkslieder für Männerchor, 1932 bei Hug in Zürich publiziert
- Scheiden. Incipit: Da droben auf dem Berg. Nr. 2 aus Vier Volkslieder für Männerchor, 1932 bei Hug in Zürich publiziert, OCLC 890594070
- Schnitter Tod aus Zwei Volkslieder in Variationenform für Männerchor. 1936 bei Eulenburg in Leipzig veröffentlicht, OCLC 83159166
- Schnitterlied. Incipit: Wir schnitten die Saaten. Text: Conrad Ferdinand Meyer, 1938, OCLC 605926358
- Ventschidas. Text: Alfons Maissen (rätoromanisch), OCLC 862137133
- Vermahnlied an die Eidgenossenschaft. Incipit: O userwelte Eidgnossschaft. 1938, OCLC 605926372
- Vo Schönebuch bis Ammel. Baselbieter Lied, Volksweise für Männerchor bearbeitet, OCLC 605926432
- Wanderlied. Incipit: Wohlauf noch getrunken den funkelnden Wein. Text: Justinus Kerner. 1946 bei Hug & Co. in Zürich veröffentlicht, OCLC 723978653

###### Mit zwei Trompeten
- Das Schweizerkreuz. Incipit: Das Kreuz ist unser Zeichen. Text: Walter Dietiker. 1948 bei Hug in Zürich veröffentlicht, OCLC 611079796

##### Für Frauenchor
- All eins.  Incipit: Nacht fliesst in Tag. Text: Heinrich Hart. 1934 bei Hug in Zürich publiziert, OCLC 890594070
- Aurora. Incipit: Wenn der Tau vom Himmel fällt. Text: Carl Spitteler. 1946 bei Hug & Co. in Zürich veröffentlicht, OCLC 611079763
- La coupeuse de joncs für Frauenstimmen mit Klavierbegleitung, OCLC 1040111020

##### Für gemischten Chor
- Eingelegte Ruder. Incipit: Meine eingelegten Ruder triefen. Text: Conrad Ferdinand Meyer. 1932 veröffentlicht bei Hug in Zürich, OCLC 605926608
- Frühling. 1934 veröffentlicht bei Müller & Schade in Bern, OCLC 78049932
- Landeslied für gemischten Chor. Text: Urs Martin Strub. Incipit: Nun stehn im Ring. 1936, OCLC 605926548
- O bone Jesu, OCLC 611675486

#### Für Gesangssolisten
- La coupeuse de Joncs, Chanson populaire für Gesang und Klavier, OCLC 638410641
- Landeslied für Singstimme und Klavier. Text: Urs Martin Strub. Incipit: Nun stehn im Ring. 1936, OCLC 890136096
- L’oiseau bleu, Berceuse, Chanson populaire romande für Gesang und Klavier, OCLC 638410577
- Silvesterlied für Bass mit Klavier oder Orgel. Text: Albert Wolfer, OCLC 638410532
- Zwei Dialektlieder für Singstimme und Klavier. Text: Walter Dietiker, OCLC 638410564

## Diskografie
- Suite op. 44 – A Celebration of Cellos, Cello Spice, Divine Art 25002